# Priemdeelveld
Een priemdeellichaam (Nederlands) of priemdeelveld (Belgisch) is het kleinste deelveld van een gegeven lichaam (Ned) / veld (Be) {\displaystyle F}.
Het kleinste deelveld van {\displaystyle F} is de doorsnede van alle deelvelden van {\displaystyle F}.
Men kan aantonen dat het volgende geldt voor een willekeurig veld {\displaystyle F}:
- Als {\displaystyle F} karakteristiek 0 heeft, dan is het priemdeelveld van {\displaystyle F} isomorf met {\displaystyle \mathbb {Q} }.
- Als {\displaystyle F} eindig is met {\displaystyle |F|=q} dan is {\displaystyle q=p^{r}}, met {\displaystyle p} een priemgetal en is het priemdeellichaam / -veld van {\displaystyle F} isomorf met {\displaystyle \mathbb {Z} /p\mathbb {Z} }.
- Hetzelfde geldt voor oneindige lichamen / velden met karakteristiek {\displaystyle p}. Het lichaam / veld van alle rationale functies over {\displaystyle \mathbb {Z} /p\mathbb {Z} } heeft een karakteristiek die een priemgetal is.

De priemdeelring is onder de ringen met een priemdeellichaam / priemdeelveld te vergelijken.